# 농심그룹
농심그룹(農心그룹, Nongshim Group)은 대한민국의 기업으로 농심홀딩스(주)를 모체로 하는 기업집단이다.

## 역사
농심그룹을 창립한 신춘호는 신격호 롯데그룹 창업주의 셋째 동생이다. 그는 형이 일군 일본의 롯데에서 일하다 1965년 35세에 한국에 들어와 자본금 500만원으로 지금의 농심 사옥이 있는 서울특별시 동작구 신대방동에 라면 뽑는 기계를 들여놓고 라면을 만들기 시작했다. 첫 회사명은 지금의 농심이 아니라 롯데공업이었다. 당시 신격호 롯데그룹 회장은 라면사업은 안 된다며, 강하게 반대했지만 신춘호 회장은 자신의 뜻을 굽히지 않았다. 라면업계 후발 주자로 뛰어든 농심의 첫 제품은 1965년 12월 당시 유행하던 닭고기 육수를 사용한 '롯데라면'이었다. 이후 1975년 ‘형님 먼저, 아우 먼저’라는 카피로 인기를 끈 ‘농심라면’을 출시했다. 농심라면의 큰 인기로 1978년 회사명을 지금의 '농심'으로 바꾸고 라면시장에 본격적으로 뛰어든다. 이 과정에서 피를 나눈 두 형제는 의절했으며, 결국 롯데그룹과 농심그룹으로 갈라지는 계기가 됐다. 1971년 12월 대한민국 최초의 스낵인 '새우깡'을 출시했다. 짭짤하면서 고소하고 바삭한 식감의 새우깡은 독특한 이름과 함께 시장에서 돌풍을 일으키며 출시 3개월 만에 농심 매출을 2배 가까운 성장을 가져다 줬다. 이후 농심은 감자깡, 꿀꽈배기(1972년), 고구마깡(1973년), 인디안밥(1976년), 바나나킥(1978년) 등을 줄줄이 내놓으며 히트 행진을 이어갔다. 라면으로 시작했지만 스낵전문 기업으로 발돋움하게 된다.
1980년대는 농심 라면의 황금기였다. 신춘호 회장은 라면의 맛과 품질이 수프에 있다고 생각해 경기도 안성시에 수프 전문 공장을 세웠는데 이게 대성공의 계기가 되었다. 안성공장 덕분에 1982년 너구리와 육개장 사발면, 1983년 안성탕면, 1984년 짜파게티, 1986년 신라면 등 지금까지도 대중에게 사랑받는 라면이 1980년대 대거 탄생했다. 잇따른 성공으로 농심은 1985년 3월 시장점유율이 약 40%까지 올라가 업계 1위에 올라서게 된다.

## 경영 구조
농심그룹은 사업주 일가가 농심홀딩스를 통해 식품사업인 '농심'과 화학사업인 '율촌화학'을 경영하고 있다. 농심은 창업주인 신춘호 회장 체제에서 2세 경영이 한창 진행 중이다. 그 주인공은 신 회장의 세 아들인 신동원(장남) 농심 부회장과 신동윤(차남) 율촌화학 부회장, 신동익(삼남) 메가마트 부회장이다. 장남에게는 식품사업을, 차남에게는 화학사업을 맡기고, 삼남에게는 유통회사인 메가마트 경영을 넘기며 계열 분리를 준비해왔다. 신춘호 회장은 2세 중 누구에게 회사를 맡기겠다고 공식적으로 밝힌 적은 없다. 다만 20 여 년 전부터 업무를 차별화하고, 지주사인 농심홀딩스 지분을 차등 배분하는 방식으로 후계구도를 잤다. 2017년 5월과 6월에 진행된 농심의 지분 변화가 눈에 띈다. 5월 4일 신동원 농심 부회장과 신동윤 율촌화학 부회장은 자신들이 보유하던 상대방 회사의 주식을 서로 주고받아 각자의 회사 지분을 늘렸다. 이 주식 교환으로 장남은 농심홀딩스 지분을 36.93%에서 42.92%로 늘렸고, 차남은 율촌화학 지분을 5.10%에서 13.93%로 확대했다. 농심의 지주회사인 농심홀딩스의 최대주주인 신동원 부회장은 지배력이 한층 강화됐다. 6월 1일에는 신춘호 회장이 자신의 농심 주식 10만주를 신동익 메가마트 부회장에게 증여했다. 이 증여로 셋째 아들은 1.64%의 지분율이지만 처음으로 농심 주식을 보유하게 됐다. 또 농심그룹의 매출 중 절반 가량을 차지 하고 있는 '농심'을 장남인 신동원 부회장이 이끌고 있다. 이 때문에 농심은 장자인 신동원 부회장에게 승계될 것으로 추측된다. 또 삼남에게 농심 지분 일부를 증여한 것은 장남과 차남에 비해 몫이 적은 삼남에게 일부 지원한 것이 아니냐는 추측이다.

## 현재와 미래
농심을 대표하는 상품은 '신라면'이다. 1986년 10월에 출시된 신라면의 누적 매출은 2016년 말 기준 10조 6,000억원(국내외 기준)에 이른다. 대한민국에서 단일 식품 브랜드가 누적매출 10조원을 돌파한 것은 신라면 최초다. 2017년 현재 대한민국에서 연간 4,500억원 가량의 매출을 올리는데 이는 약 2조원대인 대한민국 라면시장의 4분의 1 가량이다. 이외에도 농심은 대한민국 라면시장이 정체기에 접어들자 해외진출로 돌파구를 찾고 있다. 1996년 중국 상하이를 시작으로, 1997년 칭다오, 1999년 선양, 2005년에는 미국 로스앤젤레스에 공장을 준공하며 글로벌 사업을 추진했다. 2017년 세계 100여 개국에 라면을 수출하고 있는데, 2016년 해외에서만 7,400억원 어치의 라면을 팔았다. 라면 해외 매출 1조원 돌파를 기대하고 있는 상황이다. 또 생수 사업을 미래 100년 성장을 책임질 전략사업으로 정했다. 이러한 전략 아래 2014년 건설을 시작한 백두산의 '백산수' 신공장이 2015년 10월 완공되었다. 농심은 세계 최고의 물을 이용하며 최첨단 설비를 갖춘 만큼 백산수를 중국 시장을 중심으로 글로벌 생수 브랜드로 육성하겠다는 각오다.

## 계열사
- 농심
- 농심홀딩스
- 농심켈로그
- 율촌화학
- 농심엔지니어링
- 호텔농심
- 엔디에스
- 메가마트
- 농심태경
- 농심기획
- 율촌재단
- 팩토리얼홀딩스
- 농심개발
- 농심캐피탈
- 아지노모도농심푸즈
- 이스턴웰스
- 농심이스포츠